# 方舟：動畫系列
《方舟：動畫系列》（英語：Ark: The Animated Series）是改編自電子遊戲《方舟：生存進化》的電視動畫作品，於2024年3月21日播出。

## 配音
- 傑瑞德·巴特勒聲演General Gaius Marcellus Nerva[1]
- 黛芙芮·雅各聲演Alasie[1]
- 西西·瓊斯（英语：Cissy Jones）聲演The Gladiatrix[1]
- 瑪德琳·麥登（英语：Madeleine Madden）聲演Helena Walker[1]
- 黛波拉·梅爾曼（英语：Deborah Mailman）聲演Deborah Walker[1]
- 扎恩·麥克拉農聲演Thunder Comes Charging[1]
- 麥坎·邁道爾聲演Senator Lucius Cassius Virilis[1]
- 茱麗葉·米爾斯（英语：Juliet Mills）聲演Chava[1]
- 艾略特·佩吉聲演Victoria Walker[1]
- 拉格希爾·拉格納斯朵蒂（英语：Ragnheiður Ragnarsdóttir）聲演Queen Sigrid[1]
- 大衛·田納特聲演Sir Edmund Rockwell[1]
- 艾倫·圖克聲演The Captain[1]
- 卡爾·厄本聲演Bob[1]
- 傑佛瑞·懷特聲演Henry Townsend[1]
- 楊紫瓊聲演Meiyin Li[1]
- 羅恩·袁聲演Han Li[1]
- 羅素·克洛聲演Kor the Prophet[1]
- 馮·迪索聲演Santiago.[1][2]
- 莫妮卡·貝魯奇[3]
- 迪·布萊德利·貝克[3]

## 製作
該系列於2020年遊戲大獎期間發布預告片並公開部份配音陣容。該動畫由遊戲作者傑瑞米·施蒂格利茨（Jeremy Stieglitz）和傑西·拉帕札克（Jesse Rapczak）創作，瑪格麗特·班奈特編劇， 傑·奧利瓦執導，共14集，每集30分鐘，試圖藉此擴展遊戲的世界觀。除此之外還有兩季正在製作當中。2022年六月，該動畫進入後期製作階段。

## 外部連結
- 互联网电影数据库（IMDb）上《方舟：動畫系列》的资料（英文）